# Velòdrom de Mataró
El velòdrom de Mataró és una instal·lació esportiva de Mataró. El velòdrom, promogut per iniciativa de la Comissió Pro-Velòdrom, fou dissenyat per Lluís Gallifa Grenzner i va ser inaugurat el 22 de juny de 1948, tot i que ja se'n feia ús des de l'any 1946 sobre terra, va ser el tercer velòdrom que acollia la ciutat, després del del Passeig de la Geganta, de finals del segle xix i el del Camí de Mata de l'any 1916. Ha acollit diverses competicions estatals i internacionals entre les dècades de 1940 i 1960. Després d'anys en mal estat de conservació, s'hi van fer tasques de reahabilitació els anys 2016 i 2020 a fi recuperar-lo per la pràctica esportiva.